# تذهیب جزیره‌ای

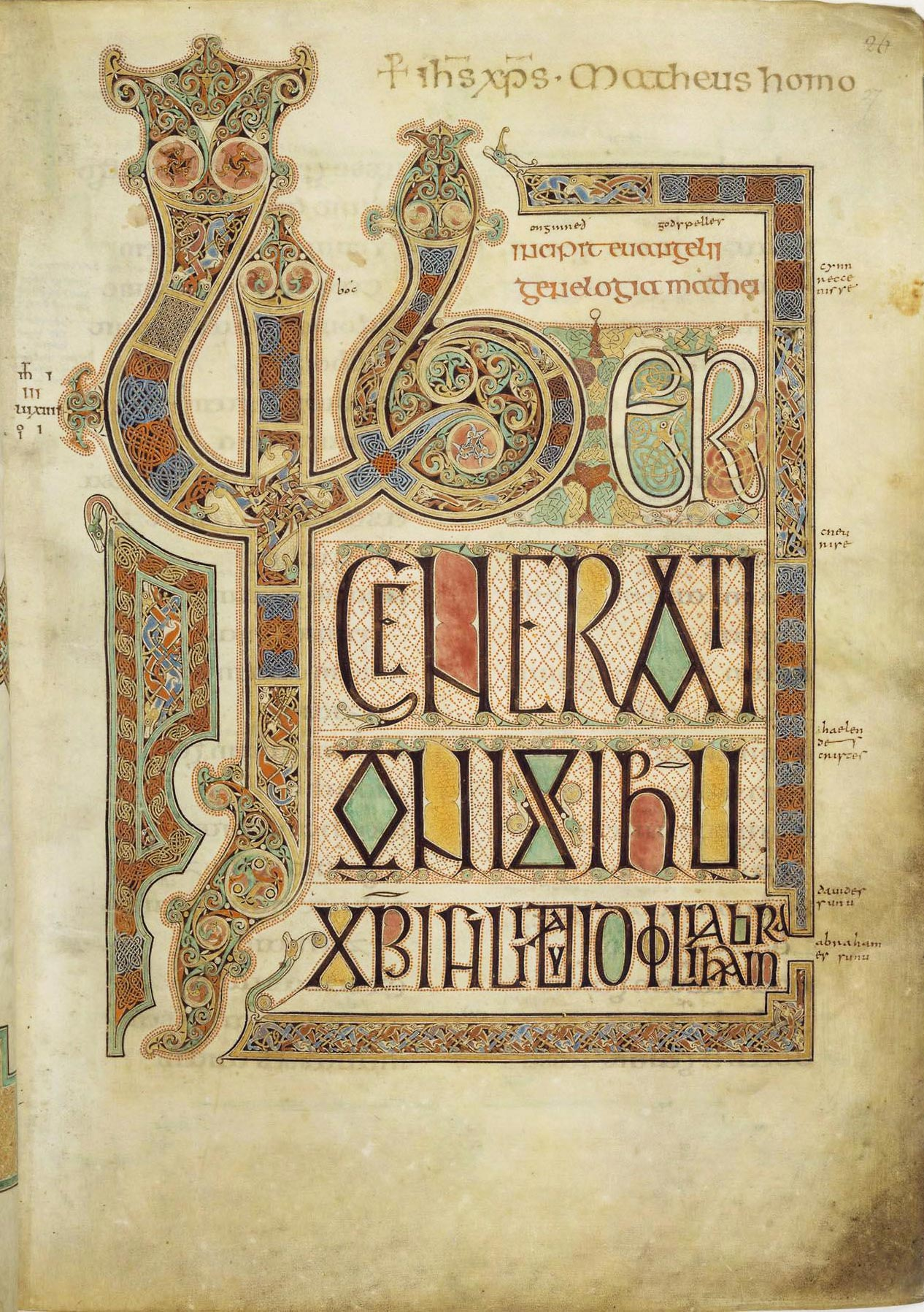
برگه ۲۷ انجیل لیندیسفارن، کتابخانه بریتانیا، Cotton MS Nero D.IV.

تذهیب جزیره‌ای به ساخت نسخه‌های خطی تذهیب شده در صومعه‌های ایرلند و بریتانیای کبیر بین قرن‌های ۶ و ۹ و همچنین در صومعه‌های تحت تأثیر آنها در قاره اروپا اشاره دارد. مشخصه آن، تزیینی است که به شدت تحت تأثیر فلزکاری، استفاده مداوم از درهم آمیزی و اهمیتی است که به خوشنویسی داده شده‌است. مشهورترین کتاب‌های این نوع، عمدتاً کتاب‌های انجیل هستند. از این دوره حدود شصت نسخه خطی در دست است.

## تاریخچه
سبک هنری جزیره ای توسط سنت پاتریک در قرن‌های چهارم و پنجم پس از میلاد آغاز شد. مؤسسات دینی جدید مسیحیت سلتی که عمدتاً در اطراف صومعه‌ها سازماندهی شده بودند، دستور ساخت آثار هنری متعدد، اشیاء و لباس‌های مذهبی و همچنین نسخه‌های خطی را صادر کردند. دو نوع نسخ خطی غالب بود: انجیل‌های کوچک برای استفاده توسط واعظان و مبلغان یا در عبادت خصوصی (مثلاً کتاب دیما و کتاب مولینگ) و آثار بزرگی که برای خدمات مذهبی صومعه‌ها رزرو شده بودند (مانند کتاب کیلز).

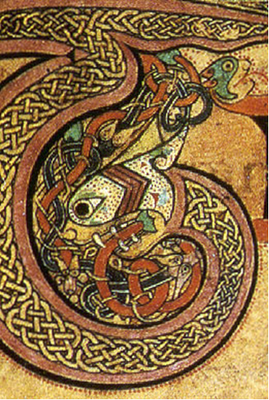
جزئیات از کتاب کیلز ، نشان‌دهنده درهم آمیختگی و یک مارپیچ زئومورفیک، f.24
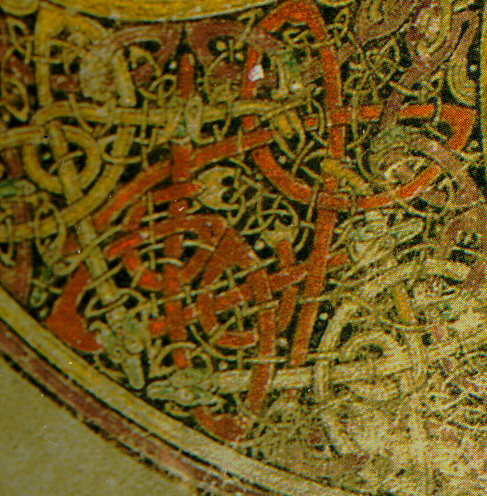
جزئیات تزئینات درهم آمیخته و زئومورفیک یک چی رو در کتاب کیلز
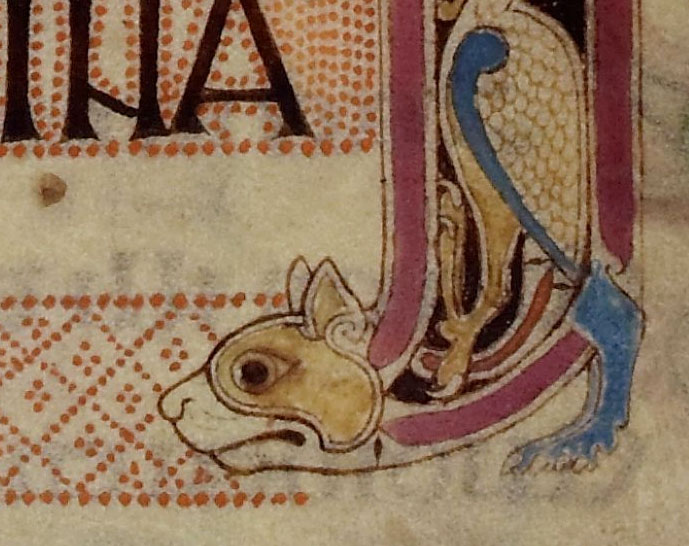
تزئینات به شکل گربه، از انجیل لیندیسفارن ، f.139r

- هنر سلتیک
- مسیحیت سلتیک
- هنر جزیره ای
- تریکوئترا